# Gentofte Bibliotekerne
Gentofte Bibliotekerne består af et hovedbibliotek og fem filialbiblioteker tilgængelige for primært Gentofte Kommunes borgere. Bibliotekets opgave er at fremme oplysning, uddannelse og kulturel aktivitet ved at stille bøger og andet egnet materiale gratis til rådighed.
Bibliotekerne fastholder og udvikler kvaliteten af det traditionelle tilbud og er samtidig i front med de digitale og netbaserede tjenester.
Gentofte Hovedbibliotek på Ahlmanns Allé/Øregårds Allé i Hellerup er både lokal- bibliotek og overbygning for kommunens fem filialer i Dyssegård, Vangede, Ordrup, Jægersborg og Gentofte. Siden indvielsen i april 1985 har det ligget i en bygning tegnet af Henning Larsen. Den erstattede en forgængerbygning fra 1929-30 med samme placering, der var tegnet af G.B. Hagen i nyklassicistisk stil. Foran hovedindgangen findes der bronzeskulpturer og ved indgangen fra Øregårds Allé murstensskulpturer, der alle er udført af Per Kirkeby i 1987 og finansieret af Statens Kunstfond og Gentofte Kommune.
Gentofte Bibliotekerne har årligt 800.000 besøgende og et samlet udlån på 1.250.000 bøger, cd'er, videoer og andet materiale.
Hovedbiblioteket er samtidig også centralbibliotek for bibliotekerne i Region Hovedstaden.